# Sea Ranch Lakes
Sea Ranch Lakes é uma aldeia localizada no estado americano da Flórida, no condado de Broward. Foi incorporada em 1959.

## Geografia
De acordo com o United States Census Bureau, a aldeia tem uma área de 0,5 km², onde 0,45 km² estão cobertos por terra e 0,05 km² por água.

### Localidades na vizinhança
O diagrama seguinte representa as localidades num raio de 8 km ao redor de Sea Ranch Lakes.

## Demografia
Segundo o censo nacional de 2010, a sua população é de 670 habitantes e sua densidade populacional é de 1 437,2 hab/km². É a localidade que, em 10 anos, teve a maior redução populacional do condado de Broward. Possui 351 residências, que resulta em uma densidade de 752,9 residências/km².